# Diguidim
Diguidim est une localité du Cameroun située dans l'arrondissement de Ndoukoula, le département du Diamaré et la région de l’Extrême-Nord. Elle fait partie du canton de Gawel.

## Population
En 1975, la localité comptait 268 habitants, dont 195 Peuls et 73 Guiziga
Lors du recensement de 2005, on y a dénombré 676 personnes.